# Zorro (série télévisée d'animation, 1997)
Pour la série d'animation de 1981, voir Zorro (série télévisée d'animation, 1981).
Pour les articles homonymes, voir Zorro (homonymie).
Zorro est une série télévisée d'animation américaine en 26 épisodes de 30 minutes créée en 1997.

## Synopsis
Au XIXe siècle, un jeune noble californien nommé « Don Diego de la Vega » décide de combattre l'injustice sous le nom de « Zorro ».

## Distribution (voix)
- Michael Gough (VF : Guillaume Orsat) : Don Diego de la Vega / Zorro
- Jeannie Elias (VF : Julie Turin) : Isabella
- Earl Boen (VF : Gérard Dessalles) : le capitaine Montecero
- Tony Pope (VF : Michel Tugot-Doris) : le sergent Garcia
- Pat Fraley (VF : Pierre Hatet) : Don Alejandro de la Vega

## Épisodes
Première saison
1. Piège pour le renard (To Catch a Fox)
2. Le Trésor des Mayas (Sting of the Serpent God)
3. Zorro et le Totem de cristal (Night of the Tolchen)
4. L'Esprit du mal (The Beast Within)
5. Le Chasseur (The Enforcer)
6. Un Zorro peut en cacher un autre (Two Zorros Are Better than One)
7. Les Voleurs de bétail (Tar Pit Terror)
8. Une rançon royale (A King's Ransom)
9. Les Pirates de San Pedro (The Pirates of San Pedro)
10. L'Anti-Zorro (The Anti Zorro)
11. La Vallée des hommes-singe (Valley of the Manbeast)
12. La Vengeance de la panthère (The Revenge of the Panther)
13. Le Monstre de fer (The Iron Man)

Seconde saison
1. Zorro et la Sorcière (The Samurai and the Sorcerer)
2. La Plume empoisonnée (The Poison Pen)
3. Le Village de la terreur (Vision of Darkness)
4. La Vengeance de la panthère (The Case of the Masked Marauder)
5. Le Grimoire magique (Return of the Conquistadors)
6. Le Chasseur (The Hunter)
7. Le Traître (The Raiding Party)
8. Les Quatre Cavaliers (The Four Horsemen)
9. Le Train fou (The Nightmare Express)
10. La Légende d'Osa Blanca (The Ice Monster Cometh)
11. Le Secret de Zorro (The Secret of El Zorro)
12. Le Marteau magique (The Nordic Quest)
13. Zorro contre le capitaine (Adios, mi capitan)